# 奧爾斯克號大型登陸艦
奧爾斯克號大型登陸艦（羅馬化：Orsk），蘇聯時期編號為ВДК-69，是一艘蘇聯海軍和俄羅斯海軍的大型登陸艦，屬於1171型大型登陸艦（代碼為「貘級」（Тапир），北約代號為「短吻鱷級」），1967年至1968年間在加里寧格勒建造，序列號為069。

## 歷史
奧爾斯克號大型登陸艦是1171計劃建造的第六艘大型兩棲攻擊艦，也是該計劃的第二艘，也是最後一艘的第二次改型（1171/II）艦艇。於1967年8月30日在波羅的海加里寧格勒的揚塔爾造船廠建造，建造編號為296。其於1968年2月29日下水，同年12月5日編入蘇聯海軍黑海艦隊。在蘇聯，這種類型的艦艇編號為「貘」，而在北約代號中，它被指定為「鱷級」。最初，登陸艦編號為「ВДК-69」，「ВДК」是「大型登陸艦」（Большой Десантный Корабль）的縮寫。

## 特性
1171項目的登陸艦是1960年代蘇聯在參考民用雜貨船的基礎上設計的，作岸上運輸和登陸的大型登陸艦之用。登陸艦也可以用作運輸船，用於運輸部隊和裝備。登陸艦的結構是典型的船舶，船艙和上層建築位於船尾和高船首，因此登陸艦具有良好的適航性，而另一方面比其他專業船舶更不易下沉。登陸艦上層甲板有四個艙口的船艙，其中三個艙口在上層建築前面，一個在上層建築後面的船尾。船尾有一個裝貨門，門上覆蓋著一個下降的主坡道，承載能力為50噸，輔助坡道承載能力為12噸，用於岸上卸載設備。出於運輸目的，它們配備了起重能力為7.5噸的起重機，用於維修船首艙和在上層甲板上運輸的貨物。船尾還配備了一個錨，可從岸上拉動。
登陸艦可以運輸多達22輛坦克和25輛裝甲運兵車；或50輛裝甲運兵車；或52輛卡車，並且可以乘載313名士兵，相當於一營士兵的人數。登陸艦總運輸面積為1195平方米，其中790平方米在船艙內，405平方米在上層甲板上。最大承重量為3750噸。最初，船員為55人，其中包括5名軍官。
登陸艦排水量2,000噸，標準排水量2,905噸，滿載排水量4,360噸。其全長113公尺，吃水線上105公尺，寬15.6公尺，最大吃水4.5公尺。
登陸艦由兩台M-58A柴油機推進，總功率為9,000匹制動馬力，驅動兩台定距螺旋槳。其航程為2000海里，航速為15.5節，在同時向燃油和壓載艙取油的情況下，航程可增加到4,800海里。
項目1171/II的艦船裝備包括兩門耦合的通用57口徑大砲，位於放置在上層建築前的雙管ZIF-31B室外支架上，此外，登陸艦還有兩座三聯裝9K34便攜式防空飛彈發射器，可儲備24枚導彈用於自衛。

## 服役
登陸艦該船最初在蘇聯太平洋艦隊服役。1991年12月蘇聯解體後，被俄羅斯接管。
登陸艦於1994年調入俄羅斯黑海艦隊，為第197登陸艦旅一部分，俄羅斯兼併克里米亞後駐守塞瓦斯托波爾。1999年7月，在前南斯拉夫的一次維和行動中，登陸艦用於將俄羅斯軍隊從圖阿普謝運送到希臘的塞薩洛尼基。2003年，登陸艦獲命名為「奧爾斯克號」。

### 敘利亞內戰
俄羅斯在敘利亞內戰的軍事介入期間，奧爾斯克號承擔了將俄羅斯軍事裝備和士兵轉移到敘利亞的任務。此行動在2016年起稱為「敘利亞快車」。2020年，奧爾斯克號橫渡博斯普魯斯海峽，打算航行到敘利亞的塔爾圖斯港時，船上的一個引擎壞了。奧爾斯克號於2021年12月和2022年1月最後一次參與「敘利亞快車」巡航。

### 俄烏戰爭
2022年，奧爾斯克號在俄羅斯入侵烏克蘭期間服役。俄羅斯媒體在3月22日報導這艘船在俄羅斯佔領的亞速海別爾江斯克港卸貨，奧爾斯克號在那裡運送軍事裝備以支援俄羅斯在馬里烏波爾地區的佔領行動。2022年3月24日，港口發生爆炸。據烏克蘭武裝部隊稱，他們使用地對地OTR-21托奇卡擊沉了奧爾斯克號。後來烏克蘭方面更正沉船是奧爾斯克號的同型號艦薩拉托夫號大型登陸艦，奥尔斯克号已在前一天离开了港口。